# Nuevo Jalapa, Ocozocoautla de Espinosa
Nuevo Jalapa är en ort i Mexiko.   Den ligger i kommunen Ocozocoautla de Espinosa och delstaten Chiapas, i den sydöstra delen av landet, 600 km öster om huvudstaden Mexico City. Nuevo Jalapa ligger 239 meter över havet och antalet invånare är 139. Den ligger vid sjön Presa Nezahualcoyotl.
Terrängen runt Nuevo Jalapa är kuperad söderut, men norrut är den platt. Terrängen runt Nuevo Jalapa sluttar norrut. Runt Nuevo Jalapa är det ganska glesbefolkat, med 40 invånare per kvadratkilometer. Närmaste större samhälle är Raudales Malpaso, 13,1 km nordväst om Nuevo Jalapa. 